# The Nine
The Nine (eller Nine) är en amerikansk TV-serie från 2006. Trots bra kritik lades The Nine ner redan efter sju sända avsnitt. Totalt spelades 13 avsnitt in. I Sverige sändes serien på TV3 under våren 2007.

## Handling
Nio personer tas som gisslan vid ett misslyckat bankrån. I varje nytt avsnitt får man veta mer om vad som egentligen hände och hur händelsen påverkar de drabbade och deras anhöriga.

## Rollista, i urval
- Lourdes Benedicto
- John Billingsley
- Jessica Collins
- Tim Daly
- Dana Davis
- Camille Guaty
- Chi McBride
- Kim Raver
- Scott Wolf
- Owain Yeoman